# Kragerø kommun
Kragerø kommun (norska: Kragerø kommune) är en kommun i Telemark fylke i södra Norge. Staden Kragerø (med cirka 5 500 invånare) är centralort i kommunen.
Kragerø kommun ligger vid havet innerst i Kragerøfjorden och har en större skärgård med flera hundra öar i olika storlekar och ett stort antal sommarhus. Längst ut i skärgården, som en vall mot havet, ligger moränön Jomfruland som bland annat är känd för sin rullstensstrand och för att ha varit inspirationskälla för konstnären Theodor Kittilsen.
Turismen är en viktig näring för kommunen sedan mycket av den tyngre industrin, bland annat varvet Tangen verft har gått till historien. I dag har kommunen bland annat en vacker golfanläggning på Stabbestad med hotell och spa. Det finns också många restauranger och konstgallerier i kommunen. Kragerø bjuder på rika möjligheter för båt- och friluftsliv. Man kan segla, paddla, fiska och skåda fåglar. Tycker man om att vandra finns det många möjligheter i det varierade landskapet.
Kommunstyrelsens ordförande är sedan valet 2023 Charlotte Therkelsen från partiet Rødt.

## Administrativ historik
Kragerø kommun bildades på 1830-talet, samtidigt med flertalet andra norska kommuner. 1861 och 1894 överfördes områden med drygt 800 invånare från Skåtøy kommun. Sina nuvarande gränser fick kommunen 1960, då Sannikdals och Skåtøy kommuner lades samman med Kragerø kommun.

## Tätorter
I Kragerø kommun finns tre tätorter:
- Kil
- Kragerø (centralort)
- Vadfoss/Helle

## Socknar
Inom Norska kyrkan är Kragerø kommun indelad i fem socknar:
- Helle socken
- Kragerø socken
- Levangsheia socken
- Sannidals socken
- Skåtøy socken

Socknarna ingår i Bamble prosteri i Agder og Telemarks stift.